# Aliossi

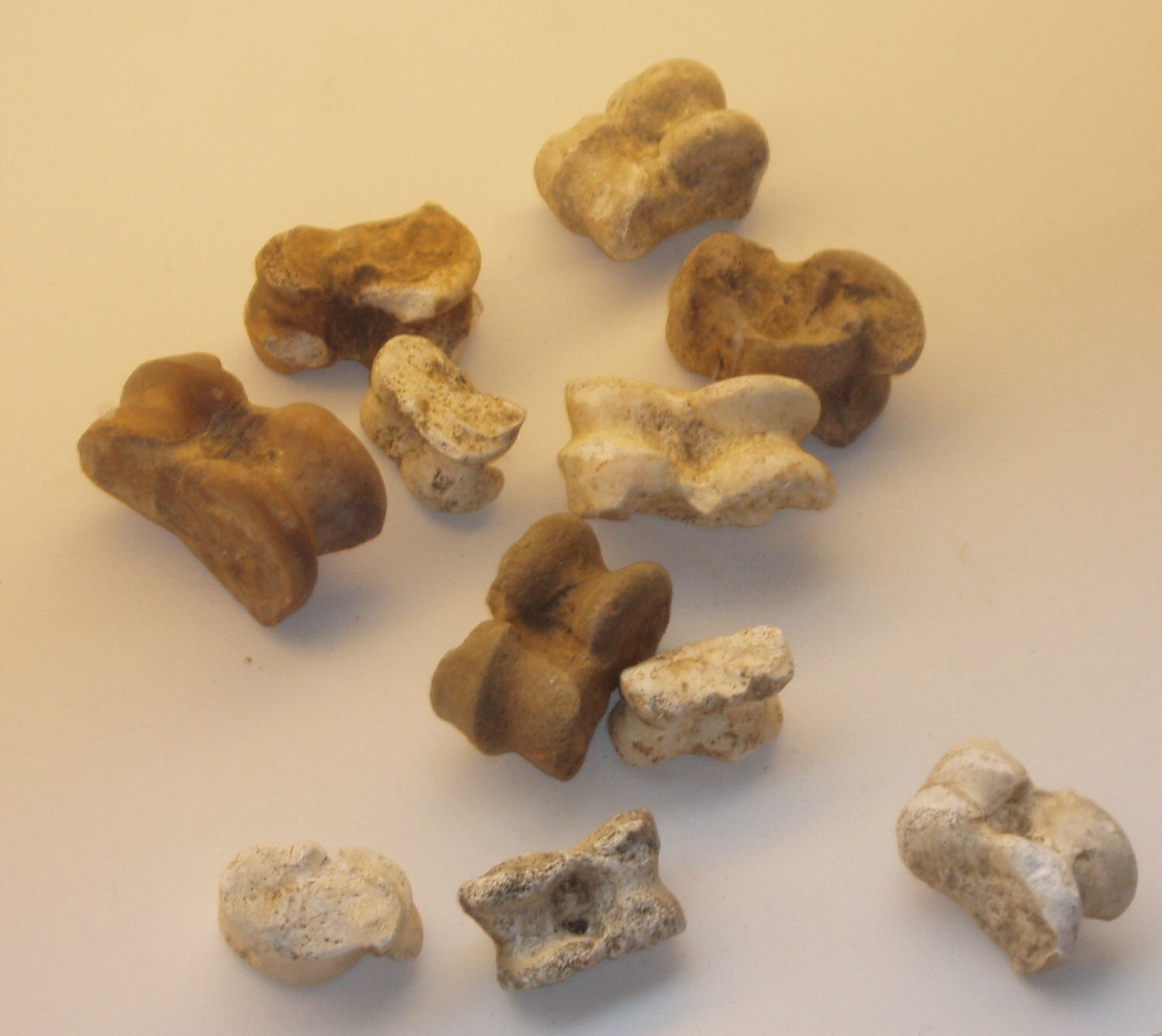
Aliossi naturali

Gli aliossi o astragali sono un gioco che risale all'antichità ed è ancora diffuso in tutto il mondo con diverse varianti. Si pensa che il gioco dei dadi sia derivato dagli aliossi.
Nella versione più antica, chi «giocava agli aliossi» usava astragali di pecora o di montone. Nelle varianti più recenti si usano altri materiali, come sassi, conchiglie, semi, e dadi.
Mentre un tempo si pensava che il loro uso fosse solo legato al gioco, oggi gli studiosi pensano che gli aliossi avessero altri usi molto importanti: come forma di divinazione, come oggetti scaramantici per scacciare gli spiriti maligni, e infine come unità di misura per bilance. Nella magna Grecia gli aliossi venivano anche attaccati alle fruste che si usavano per punire gli schiavi, in modo da renderle più dolorose.
Gli aliossi sono presenti in varie culture di tutto il mondo, ma non si pensa che sia stata una particolare cultura a usarli: piuttosto, gli esperti tendono a pensare che lo stesso gioco sia stato inventato in luoghi diversi in modo indipendente

## Storia

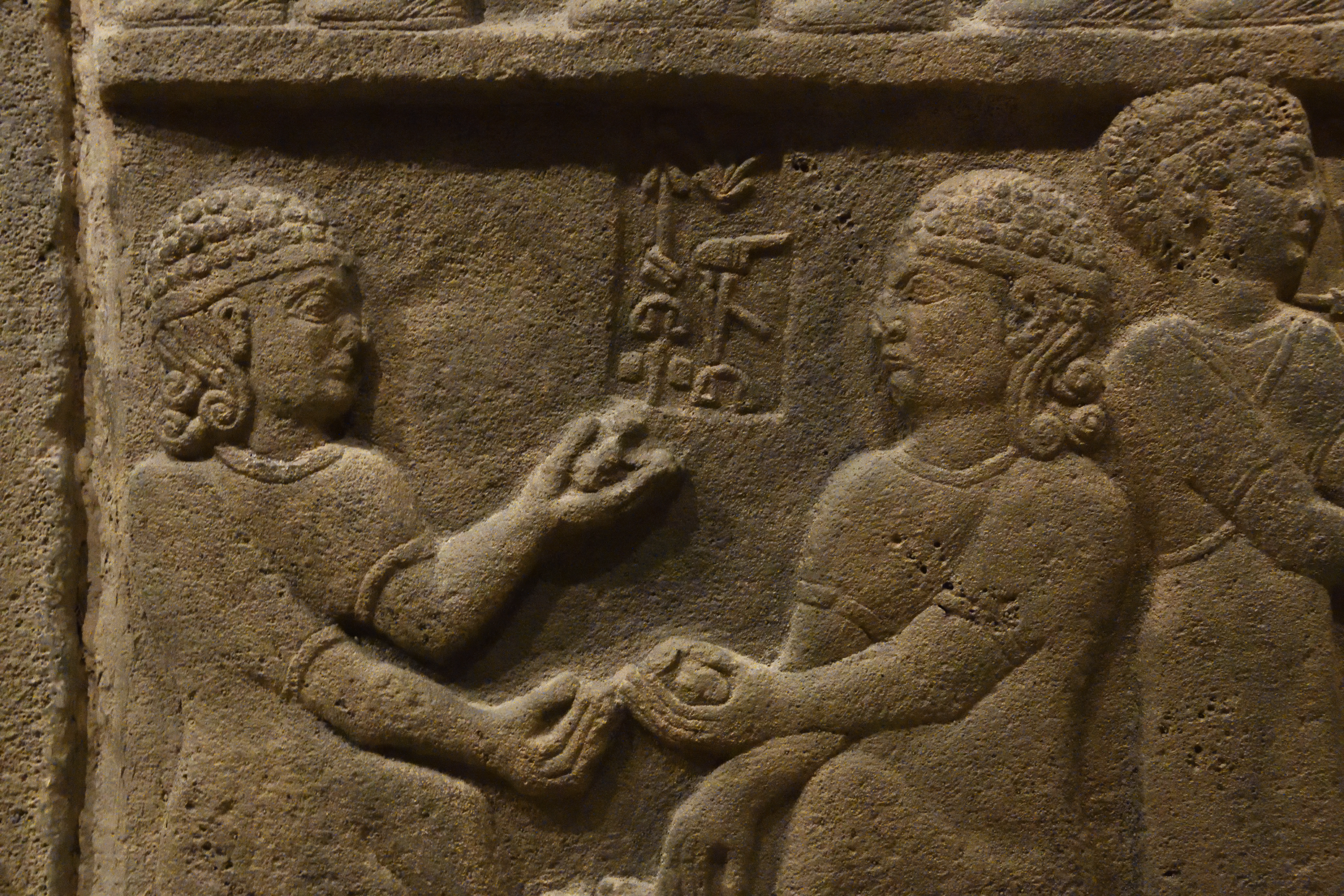
Due persone giocano agli aliossi, tavoletta dell'antica città ittita di Karkemiš, VIII secolo avanti Cristo

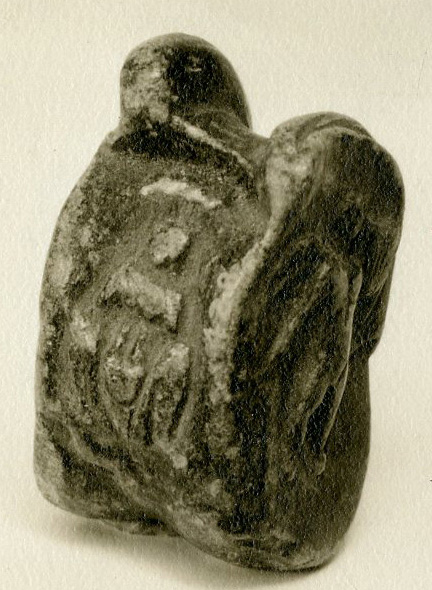
Aliosso dell'Antico Egitto, Metropolitan Museum of Art

Gli astragali di animali ungulati sono rinvenute in scavi archeologici a partire dal 5000 a.C. molto più frequentemente di altre ossa. I ritrovamenti più antichi sono della zona tra la Siria e la Palestina e risalgono all'età del bronzo. Alcuni ritrovamenti dell'età del ferro fanno pensare che gli aliossi fossero usati per scacciare gli spiriti maligni. Moltissimi sono i ritrovamenti nelle sepolture, sia di adulti che di bambini, soprattutto in Italia e in Spagna. Ci sono poi almeno due ritrovamenti dove un astragalo pesa quanto una certa quantità di monete di quel periodo: per questo, si pensa che fossero usati anche come pesi da bilancia.

### Astragalomanzia
Essendo quasi simmetrici, gli astragali hanno quattro lati su cui possono poggiare; per questo motivo, si ritiene siano stati usati come precursori dei dadi. Possono quindi essere considerati un tipo di gioco d'azzardo. Però, a differenza dei dadi, gli aliossi non sono mai completamente simmetrici, quindi hanno un modo di cadere che non ha la stessa probabilità dei dadi. Si pensa che sia proprio questa diversa probabilità che ha incoraggiato a usare gli aliossi come tecnica divinatoria. Anzi, secondo alcuni, il loro uso divinatorio sarebbe stato quello originario, e solo più tardi si sarebbe arrivati a giocarci. L'astragalomanzia è una pratica divinatoria dove si usano gli aliossi.

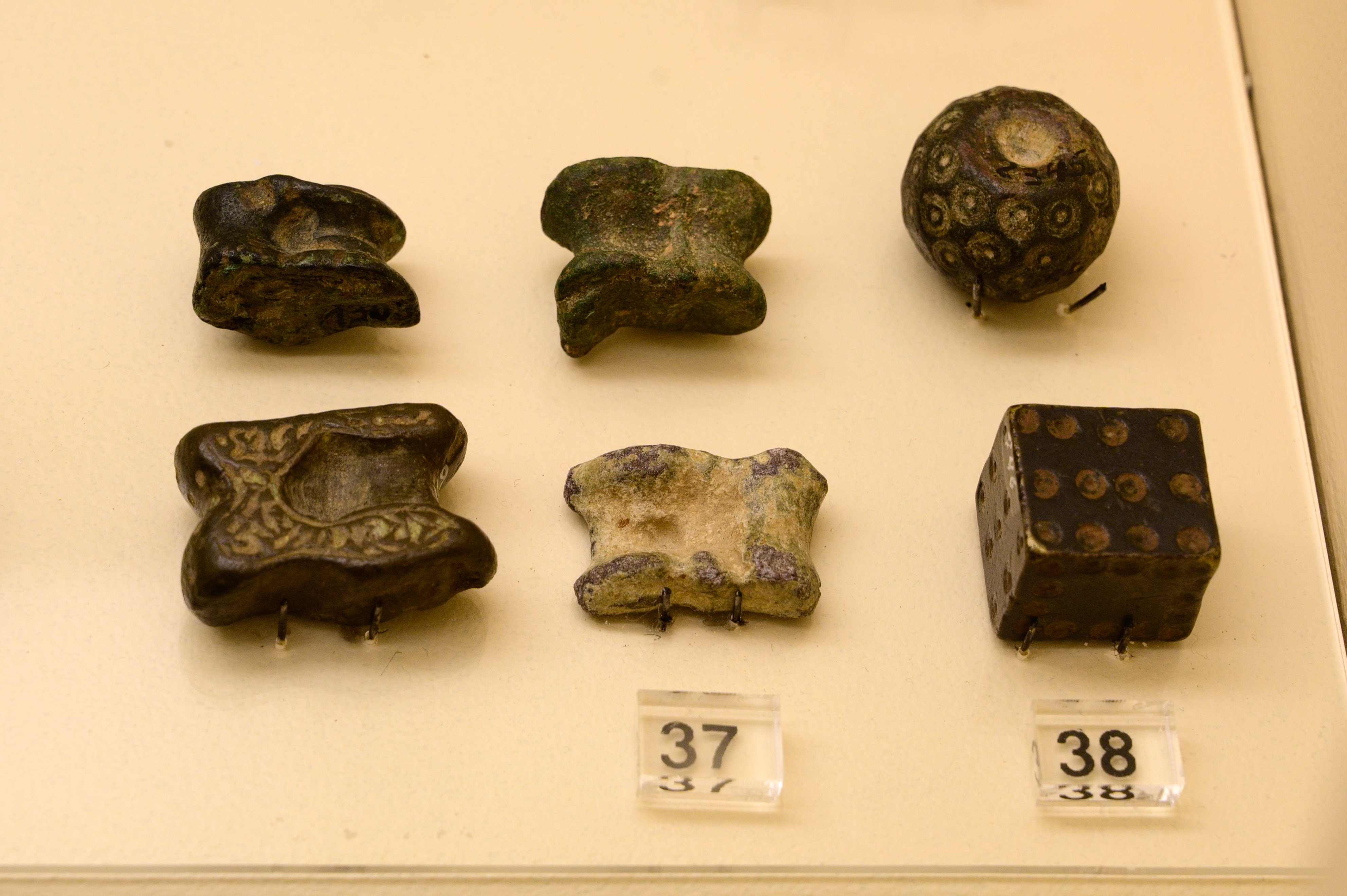
Aliossi e dadi, Museo Kanellopoulos di Atene

### Antica Grecia
In greco antico si chiamavano οι αστράγαλοι ("astragali"). Il fatto che fossero usati per la divinazione è suggerito dal ritrovamento di più di 20.000 astragali sul monte Parnaso vicino all'Oracolo di Delfi.
L'Iliade e l'Odissea descrivono dei giochi che somigliano agli astragali. La tradizione e la storiografia greca antica attribuiscono l'invenzione degli astragali a vari personaggi. Sofocle attribuisce il gioco alla figura mitica di Palamede, che lo avrebbe insegnato ai suoi compatrioti greci durante la guerra di Troia. Secondo una tradizione ancora più antica, Zeus, vedendo che Ganimede desiderava i suoi compagni di gioco sul Monte Ida, gli diede Eros come compagno e fanti d'oro con cui giocare. Platone, nel Fedro, nomina il dio egiziano Thoth come inventore. Nel V secolo avanti Cristo lo storico antico Erodoto di Alicarnasso (Storie, I, 94) sostiene che il gioco venne inventato dai Lidi insieme ad altri giochi ai tempi di una tremenda e prolungata carestia, per distrarsi dalla fame.

### Antica Roma
La parola aliosso deriva dal latino aleae ossum «osso di dado». In latino si chiamavano tali (singolare talus), parola che indicava sia gli astragali che i dadi che se ne ricavavano.
Svetonio riferisce che Augusto giocò agli aliossi per tutta la vita:
(Svetonio, Augustus, 70.)

### Regole del gioco nell'antica Grecia e a Roma

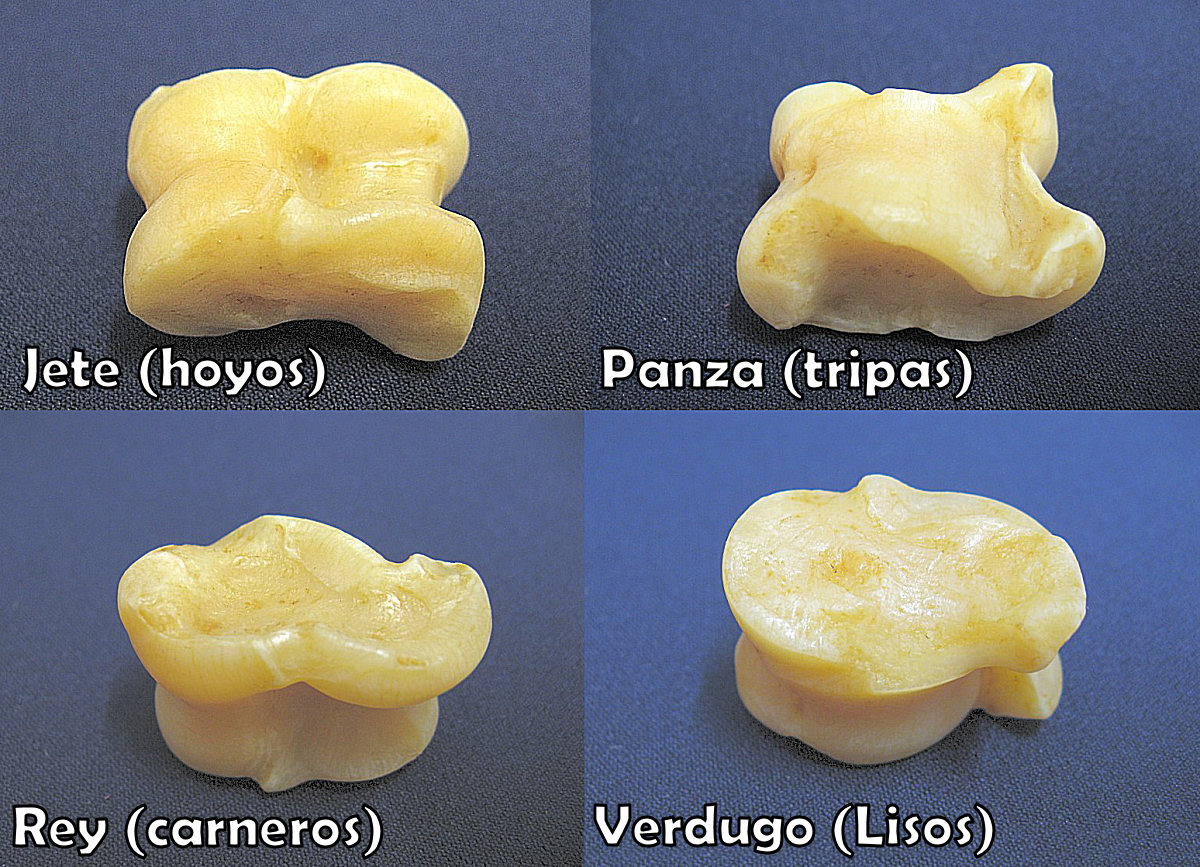
Le quattro facce degli aliossi in una moderna versione spagnola: jeté, panza, rey, verdugo

Le regole del gioco nell'antica Grecia e antica Roma dovevano essere piuttosto complesse, infatti furono scritti dei trattati Sappiamo che ogni colpo riceveva un punteggio e per questo motivo ogni "faccia" possedeva un proprio valore: la faccia piana 1, la faccia sinuosa 6, la faccia convessa 4 e la faccia concava 3. In questo modo, le due facce opposte davano come somma 7, come i moderni dadi. 
Solitamente vinceva colui che faceva più punti (πλειστοβολίνδα, pleistobolinda). Il colpo peggiore valeva 5 punti e veniva chiamato "cane" o "avvoltoio" (è citato da Ovidio e da Luciano di Samosata); il colpo di Stesicoro valeva 8 punti ; quello detto "di Euripide" valeva 40 punti. Il colpo migliore di tutti era detto "di Eros" o di "Venere", ed era il colpo dove tutti gli astragali erano caduti su lati diversi e dunque avevano differente valore (è citato da Marziale). Di altri colpi si conosce solo il nome ma non il valore, fra cui l'"efebo" e il "basilico".

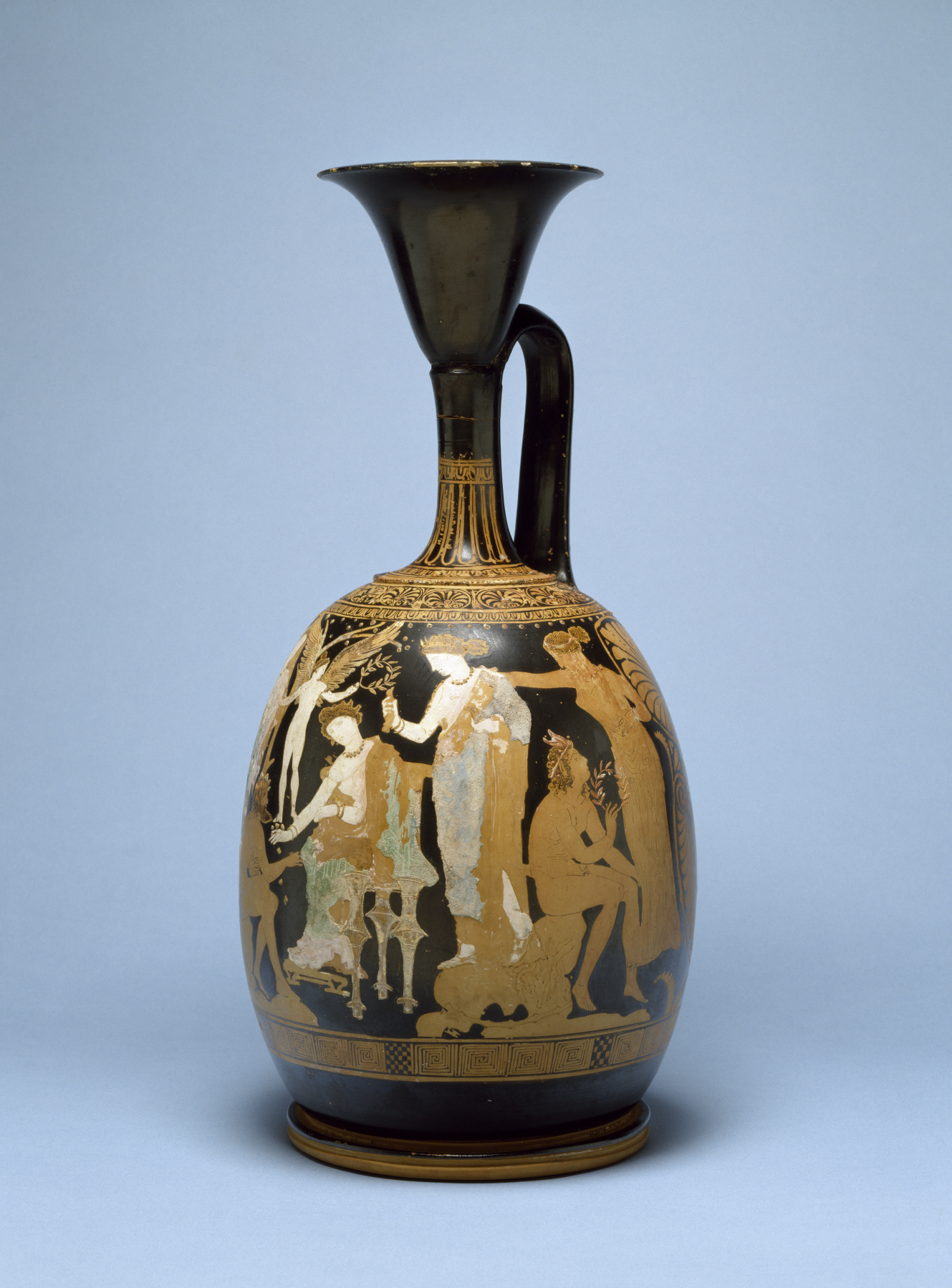
Una ninfa e un satiro giocano agli aliossi, mentre Afrodite osserva la partita ed Eros incorona il vincitore. Vaso di terracotta del 350 a.C.

Con gli aliossi le scommesse potevano essere molto importanti: nel IV secolo avanti Cristo, lo storico Teopompo riferisce di un gioco in cui la "posta" era formata non da monete bensì da donne libere.
Diversi ceppi d'ancora in tutto il mare Mediterraneo sono decorati con il "colpo di Eros" (o di Venere), cioè con quattro facce diverse di un astragalo. Dato che questa disposizione era la migliore, si pensa che questa decorazione fosse un portafortuna per il viaggio in mare.

#### Pari e dispari

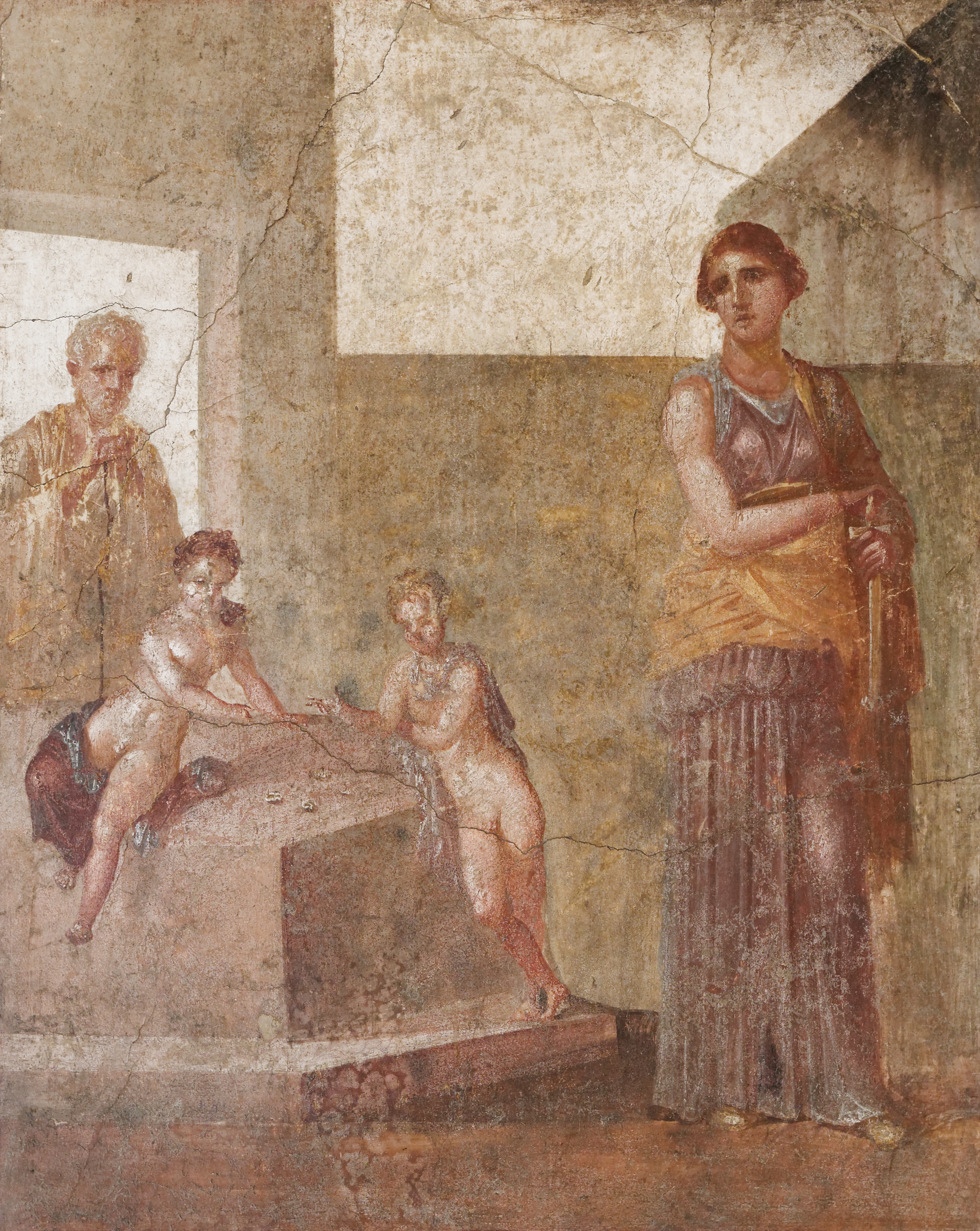
Medea osserva i suoi figli mentre giocano agli aliossi, affresco pompeiano, I secolo a.C.

Gli aliossi potevano essere impiegati nel gioco detto "pari e dispari" (ἀρτιασμός "artiasmòs" in greco, par et impar in latino). Un aliosso veniva estratto da una borsa e si doveva indovinare se era pari o dispari. Si trattava di una forma di gioco d'azzardo, per cui si scommettevano forti somme di denaro .

#### Il cerchio
Nella variante detta del "cerchio" (ὤμιλλα, omilla) I giocatori lanciavano gli aliossi in un cerchio e cercavano di spostare i pezzi degli avversari.

#### La fossetta
La fossetta (τρόπα, tropa) era una variante del gioco del cerchio, dove i giocatori lanciavano gli astragali in un piccolo buco.

#### Le cinque pietre (pentelitha)

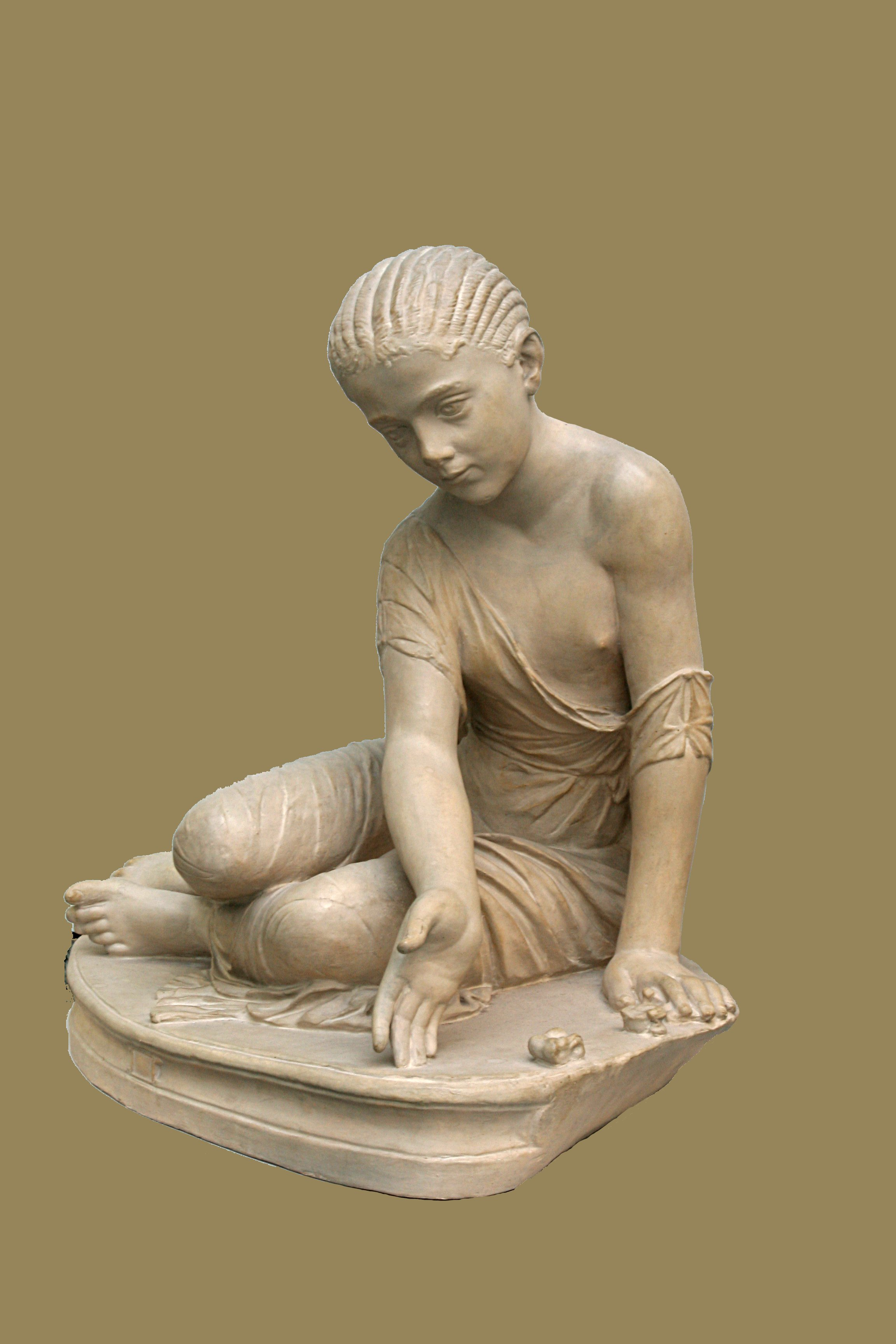
Bambina che gioca agli aliossi, statua romana

Il gioco delle cinque pietre (πεντέλιθα, pentélitha) era la variante preferita da donne e bambini. Consisteva nel lanciare in aria cinque astragali o cinque sassi e riprenderli sul dorso della mano destra. Se qualche pezzo cadeva per terra, bisognava lanciare i pezzi già presi e raccogliere gli altri sempre solo con la mano destra.. Varianti del gioco delle cinque pietre esistono ancora oggi.

## Nel mondo

### Europa
Gli aliossi vengono giocati in molti paesi europei, in particolare nella variante delle "cinque pietre". 
Il gioco degli aliossi veri e propri è particolarmente documentato fra i baschi, grazie ai programmi per il recupero della lingua e delle tradizioni basche. Il nome più diffuso del gioco è tortolosak anche se esistono diverse varianti a seconda della località: txarpaketa, tortoliskaka, tabaketa, tortolexketa, puxtarri. I baschi giocano un solitario con quattro aliossi e una piccola palla di gomma.

### Medio Oriente
In Israele è in uso la variante con cinque pezzi ed è chiamata kugelach o chamesh avanim (חמש אבנים, "cinque pietre"). Vengono usati cinque piccoli dadi di metallo.
In Turchia e in Iran, il gioco si chiama ye qol do qol.
In Afghanistan, si chiama Buzul-bazi. Il gioco viene citato da Fabio Geda nel racconto "Nel mare ci sono i coccodrilli" (2010), ispirato alla vita del ragazzo afgano Enaiatollah Akbari.

### Asia centrale

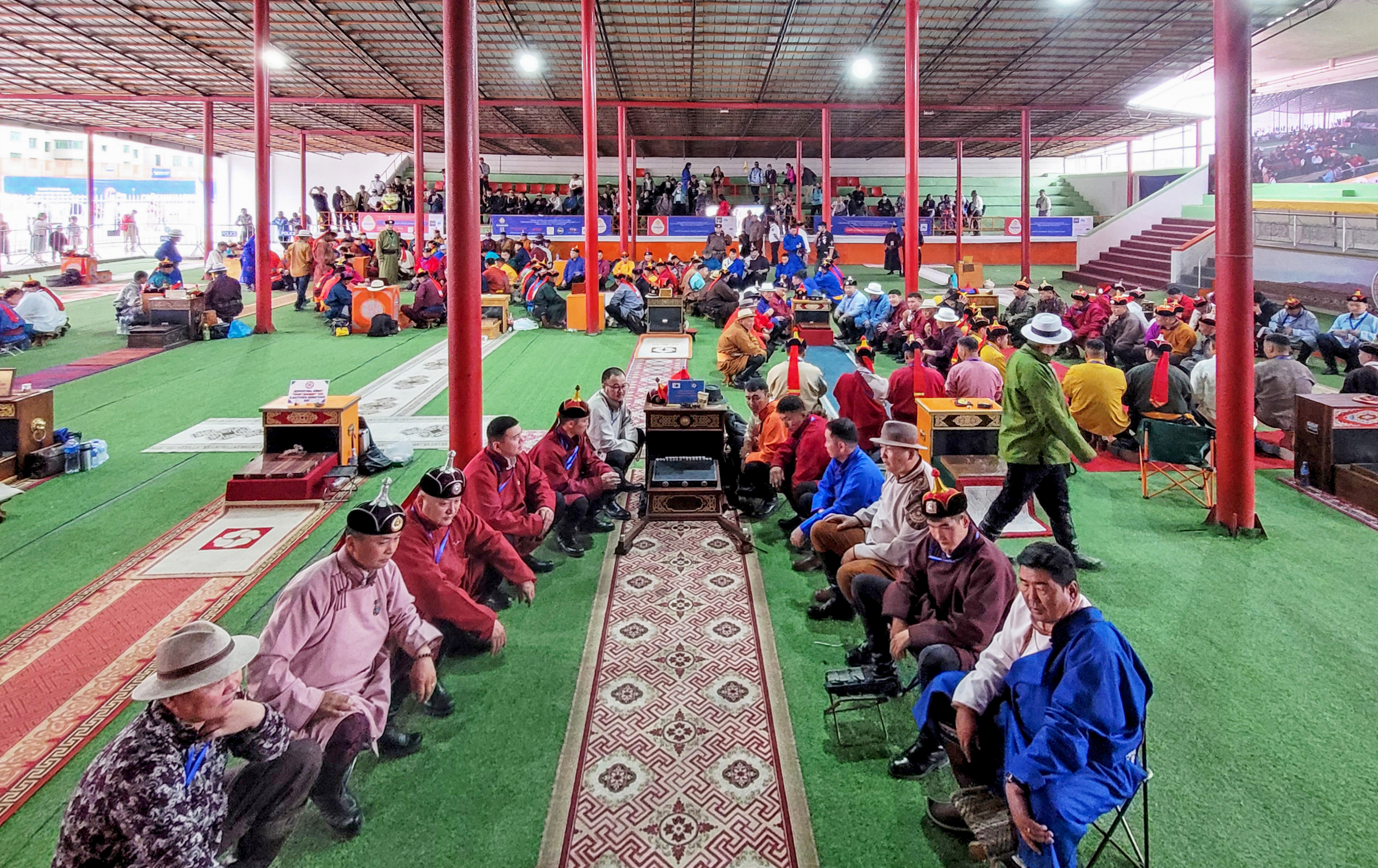
Partita di aliossi mongoli, detti shagai a Ulan Bator, 2023

Le culture dell'Asia centrale usano gli astragali di pecore, capre e lupi. Il gioco è chiamato shagai dai Mongoli, chükö dai Kirghisi; kajik dai Tuvani; asyk dai Kazaki; ashyk dai Turchi; bujulbozi dai Tagichi; e gacuha dai Manciù.
In Mongolia, il gioco degli shagai rientra fra le attività del Naadam, una celebrazione atletica del tutto simile ai giochi olimpici, che si tiene da tremila anni. Analogamente agli sport praticati durante il Naadam, gli shagai sono considerati un gioco riservato agli uomini. Durante il gioco, è frequente che i giocatori cantino in modo da destabilizzare i concorrenti. Gli shagai sono stati inseriti dall'UNESCO nella lista di giochi che compongono il patrimonio immateriale dell'umanità.

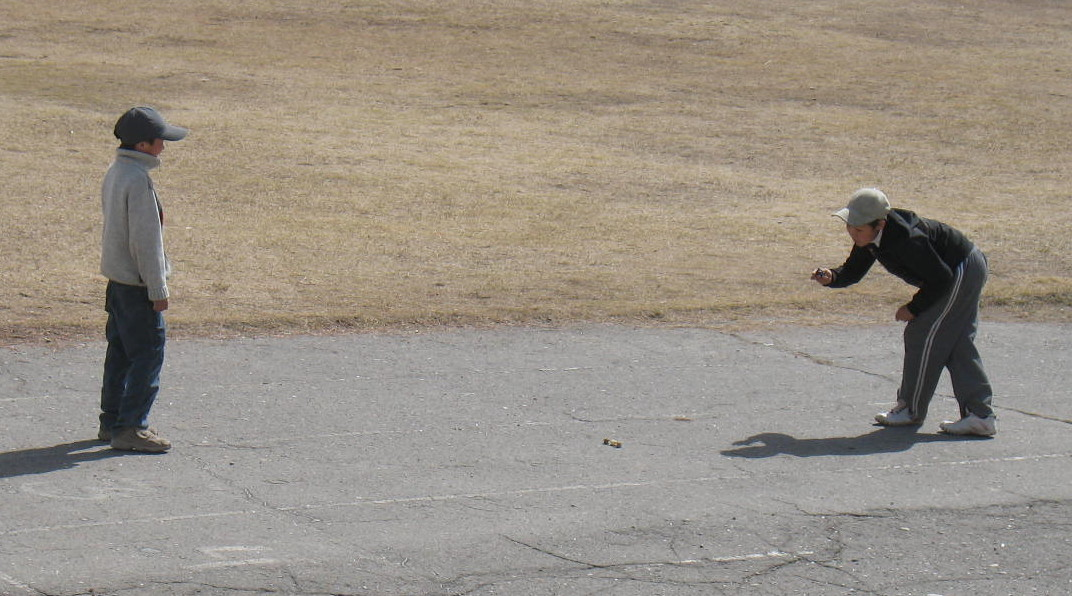
Ragazzi kirghisi giocano a chükö

### Asia meridionale

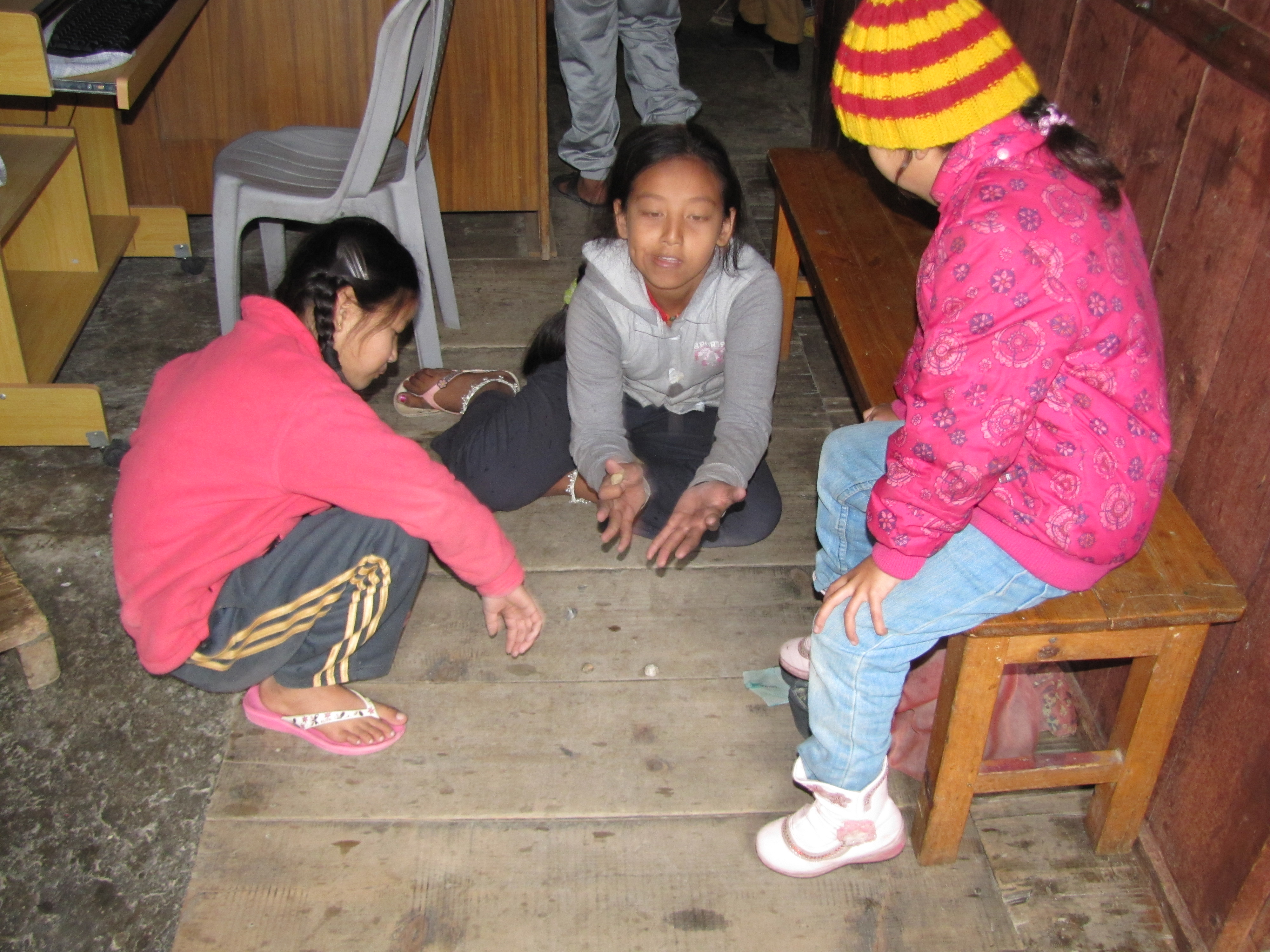
Bambini nepalesi

Anche qui si gioca la variante delle "cinque pietre". Il gioco si chiama anju kal in tamil e panchguti/pansguti (পাঁচগুটি, "cinque pietre") in bengalese). Giocano almeno due giocatori a turno. In genere per i primi quattro giri, si gettano quattro pietre a terra. Al primo giro si prendono quattro pietre una per una, al secondo giro due alla volta, al terzo giro tre alla volta e poi l'ultima da sola, al quarto giro tutte e quattro in un colpo solo. Il quinto e ultimo giro bisogna lanciare le cinque pietre, riprenderle sul dorso della mano, poi rovesciare la mano e riprenderle nel cavo della mano.

### Sud est asiatico
In Indonesia il gioco si chiama bekel e viene fatto derivare dal bikkelspel olandese.
In Malaysia si usa la variante delle cinque pietre, che si chiama 
Selambut "pietra del mare" o Serembat. I malesiani lo considerano un gioco adatto alle bambine e non ai bambini.

### Estremo Oriente
In Cina, il gioco si chiama 抓石子 zhuāshízi ("tira su i sassi") ed è giocato con sette sassi oppure sacchetti pieni di sabbia o riso.

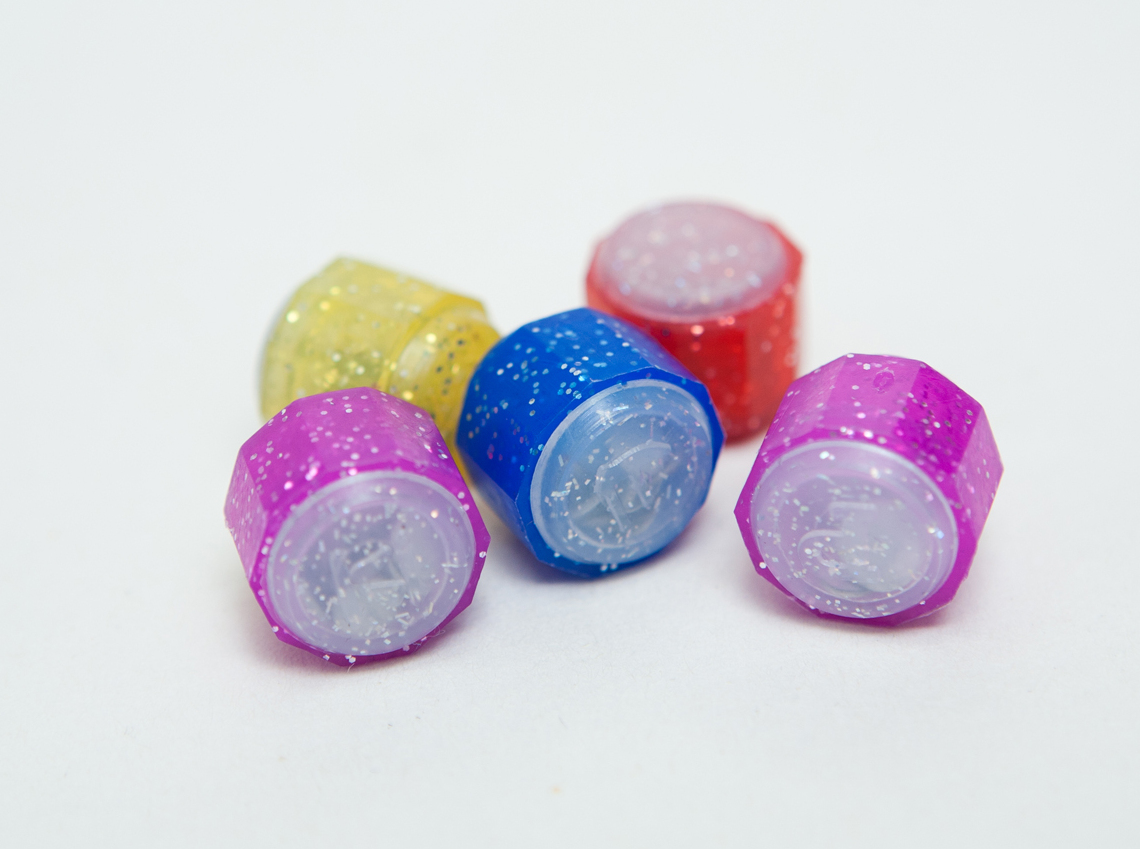
gonggi coreani

In Corea è molto popolare la variante con cinque pezzi, chiamata 공기 gonggi (IPA [koːŋɡi]), o anche jjagebatgi, salgu, o datjjakgeoli.. Di recente è stata rilanciata dalla serie Squid game.
In Giappone, il gioco è chiamato お手玉 otedama e si pensa che sia stato introdotto dalla Cina durante il periodo Nara. Si usano sacchetti di fagioli chiamati ojami. Si può giocare nello stile nagedama (投げ玉), in cui si fanno roteare i sacchetti, o nello stile yosedama (よせ玉), più simile agli aliossi moderni

### Africa
I popoli berberi chiamano questo gioco in una varietà di modi. 
- Nel Marocco del Nord: imadqan, imzreqfan, ibnathin, izla, o tibolatin
- Sull'Atlante: tibikkas, thisb'iyin, o isgur.
- Nel Marocco del Sud: tiqolla, iguntern, ishban, oughayn, oukarn, ibran, o iqoushan
- Nell'Algeria orientale: ijorb'an (Kabylia), ilqafen (Aurès)
- Algeria meridionale: issiwa, tikwaten o ikwa (Tuareg)
- Somalia: jagi jagi (Nord) gariir (Sud)

## Gioco moderno

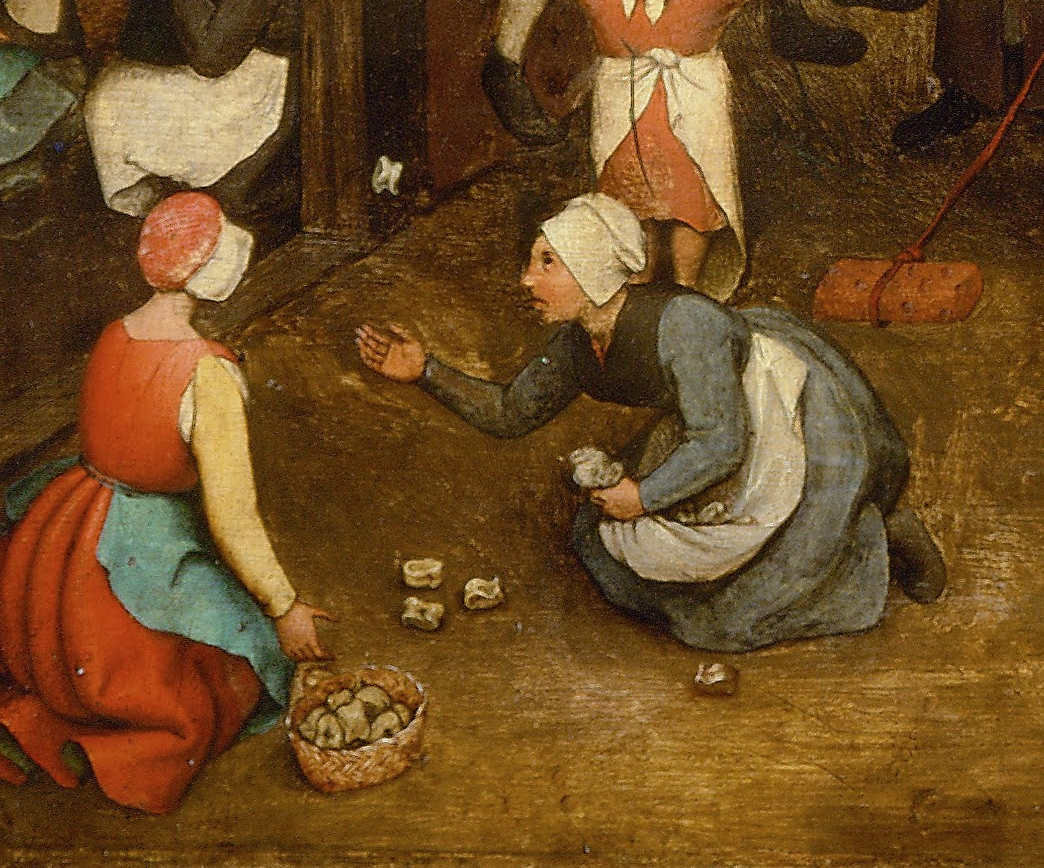
Pieter Bruegel il Vecchio, Giochi di bambini (1560), dettaglio

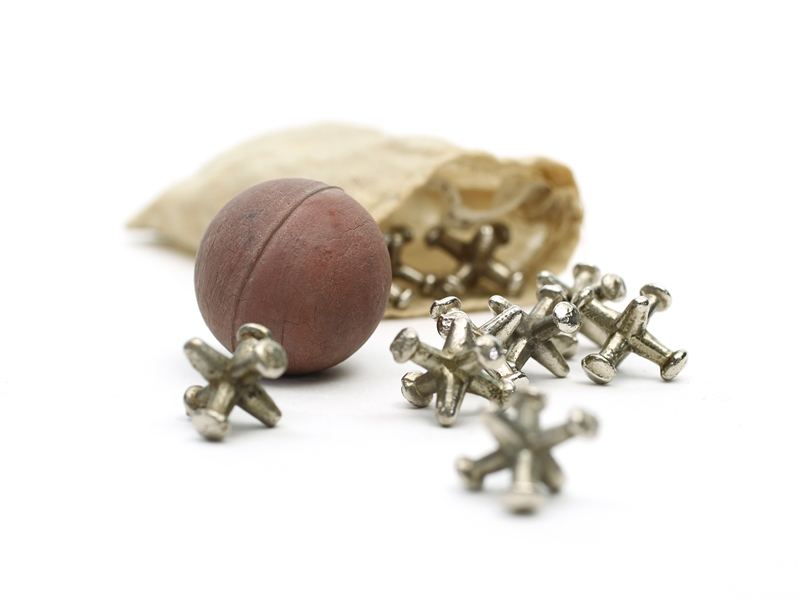
Un gioco moderno di aliossi al Museo dei bambini di Indianapolis

Il gioco moderno usa tipicamente dieci aliossi di plastica o di metallo e una palla di gomma. Ci sono varianti di come i giocatori decidono chi va per primo: di solito è prendere in mano gli aliossi e lanciarli in aria per poi provare a prenderli con il dorso delle mani, e successivamente con il palmo delle mani. Per iniziare il gioco, gli aliossi sono sparsi liberamente nell'area di gioco. I giocatori a turno rimbalzano la palla da terra, raccolgono gli aliossi e poi prendono la palla prima che rimbalzi per la seconda volta.
Il numero di aliossi da prendere è sequenziale; all'inizio se ne deve prendere uno, poi due, e così via, a seconda del numero totale di aliossi usati nella partita. Il numero non può dividersi in modo uniforme e potrebbero esserci degli aliossi in più. L'area di gioco dovrebbe essere decisa tra i giocatori poiché non esiste una regola ufficiale di gioco in merito.
Il giocatore vincente è quello che raccoglie il maggior numero di aliossi, e il gioco può essere reso più impegnativo giocando con quindici o venti aliossi.

## Cinque pietre
Il gioco delle cinque pietre è una variante attestata già nell'Antica Grecia (pentelitha) e prevede appunto l'uso di cinque aliossi, oppure di cinque sassi.
È noto in Italia con diversi nomi, a seconda dell'idioma locale: in Friuli Venezia Giulia col nome di "manétte", in Veneto col nome di "sasséti", in Sardegna, come "bìccus", in Sicilia come "cinque petri", e in Puglia come "i tuddhri"..
In Sardegna il gioco dei bìccus poteva essere accompagnato da filastrocche, che servivano per augurare fortuna o sfortuna.
(Serpente serpente, / passami vicino, / vicino passa, / fa che lasci la pietra.)»
In Francia il gioco si chiama osselets e prevede che un aliosso sia colorato o comunque identificabile. Questo aliosso viene chiamato le Père ("il padre") ed è quello che si lancia per primo.
Anche in Spagna si gioca nella variante con cinque pezzi, che viene chiamata juego de las tabas. Il gioco è stato introdotto dagli spagnoli nell'America del Centro e del Sud, dove è conosciuto con una quantità di nomi diversi. 
In Portogallo è chiamato jogo da bugalha e con questo nome è stato importato in Brasile. In Brasile è anche noto come Cinco-marias ("cinque Marie")
Lo stesso gioco è in uso in Israele col nome di kugelach o chamesh avanim ( חמש אבנים, "cinque pietre"). 
In India col nome di anju kal in tamil e panchguti/pansguti (পাঁচগুটি, "cinque pietre") in bengalese.
Anche nel Batu sambut o Serembat malesiano c'è un pezzo speciale che viene chiamato "la madre". Il gioco è considerato dai malesiani come adatto alle sole femmine e disdicevole per un maschio.
In Corea è chiamato gonggi ed è stato rilanciato di recente dalla serie Squid game.

### Regole
Lo scopo del gioco è totalizzare il numero di punti stabiliti in partenza dai giocatori.
Inizia la partita la persona sorteggiata.
Quando il giocatore corrente commette un errore, cede la mano al giocatore successivo.
Il gioco si sviluppa in cinque passi.
- Primo passo: si lanciano le pietre su un piano, si prende una pietra in mano e, lanciandola in alto, con la stessa mano, si raccoglie una pietra, e poi si afferra la pietra lanciata, tale da avere in mano due pietre. Tenendo la seconda pietra in mano, si lancia la prima pietra in aria e si raccoglie una terza pietra, e poi una quarta pietra.
- Secondo passo: si lanciano le pietre su un piano, si prende una pietra in mano e, lanciandola in alto, con la stessa mano, si raccolgono, tenendole in mano, a due a due, le rimanti pietre.
- Terzo passo: si lanciano le pietre su un piano, si prende una pietra in mano e, lanciandola in alto, con la stessa mano, si raccoglie una pietra. Si lancia la prima pietra, tenendo in mano la seconda, e si raccolgono, tutti in una volta, le rimanenti tre pietre.
- Quarto passo: si lanciano le pietre su un piano, si prende una pietra in mano, e si tenta di raccogliere in un colpo solo le quattro pietre a terra e la quinta in aria (senza lasciarla cadere a terra).
- Quinto passo: si lanciano le pietre su un piano, si prende una pietra in mano e, lanciandola in alto, con la stessa mano si tenta di far passare, una alla volta, le altre pietre sotto il ponte formato da pollice e indice dell'altra mano, il ponte si posiziona una sola volta e non lo si può orientare di nuovo durante il tentativo, (il tutto senza far cadere a terra la pietra lanciata in aria).

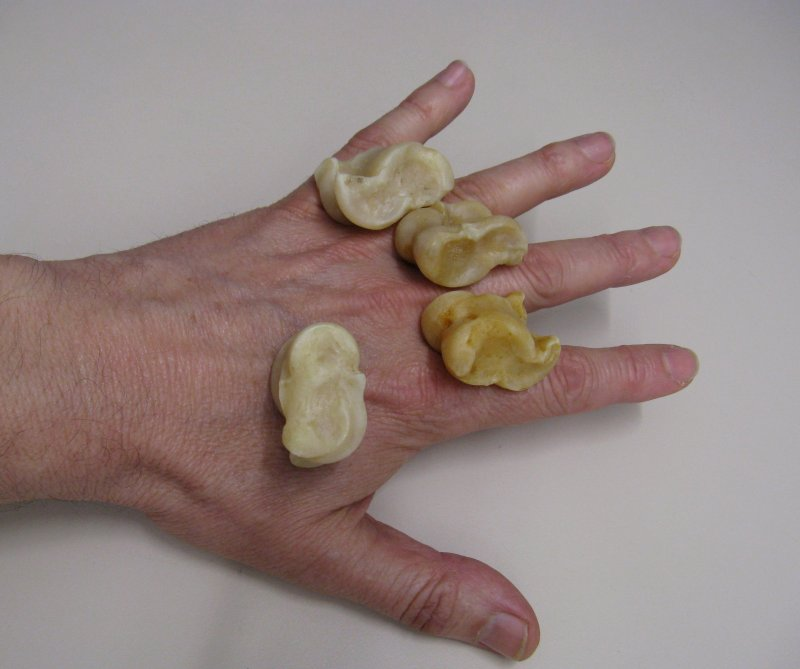
Gli aliossi vanno ripresi sul dorso della mano

- Sesto passo: si prendono in mano le cinque pietre le si lancia facendole ricadere sul dorso della mano. L'obiettivo è di riuscire a prendere tutte e cinque le pietre, ma va bene comunque se si riesce a prenderne almeno una. Chi riesce a tenere più pietre vince.

Ogni pietra raccolta vale un punto; il risultato finale è dato dalla somma dei punti ottenuti in ciascuna mano. Vince chi raggiunge per primo il totale stabilito all'inizio del gioco.
Nella variante sarda dei bìccus, il giocatore lancia le pietre in aria e le recupera con il dorso di entrambe le mani giunte. Se alcuni pezzi sono sfuggiti, vengono recuperati in lanci successivi.
Negli osselets francesi, uno dei cinque aliossi è colorato o comunque identificabile e viene chiamato le Père ("il padre"). È quello che viene lanciato per primo ed è alla base di una serie di figure successive. Anche in Malaysia il gioco prevede un pezzo speciale identificabile, che viene chiamato "la madre".
Nel gonggi coreano, dopo avere preso i cinque pezzi il giocatore deve lanciarli e riprenderli sulle dita stese verso l’alto, dopodiché deve girare la mano verso il basso e recuperare i pezzi nel cavo senza perderne neanche uno.